# Dékányos
Dékányos (Dicănești), település Romániában, a Partiumban, Bihar megyében.

## Fekvése
A Király-erdő alatt, a Topa-patak mellett, Magyarcsékétől északnyugatra, Félixfürdőtől délkeletre, Tasádfő és Hosszúliget közt fekvő település.

## Története
Dékányos nevét 1508-ban említette először oklevél Dekanfalva néven. 1808-ban Dekanyesd, Dikinyesdi, 1888-ban Dékányesd, 1913-ban Dékányos néven írták.
Földesura a püspök volt, aki a 20. század elején is birtokos volt itt. 
1851-ben Fényes Elek írta a településről: „Bihar vármegyében, egy dombtetőn, 423 óhitű lakossal, s anyatemplommal. ... számlál 188 hold szántóföldet, 110 hold rétet, 854 hold erdőt. Majorság az erdőn kivül semmi. Birja a váradi deák püspök.”
1910-ben 500 lakosából 494 román volt. Ebből 437 görögkatolikus, 63 görögkeleti ortodox volt. A trianoni békeszerződés előtt Bihar vármegye Magyarcsékei járásához tartozott.

## Nevezetességek
Görögkatolikus temploma